# Seminario arcivescovile di Agrigento
Il Seminario arcivescovile di Agrigento è il seminario diocesano dell’arcidiocesi di Agrigento, in cui vengono formati i futuri presbiteri al servizio della stessa arcidiocesi.

## Storia
Il vescovo Cesare Marullo fondò il seminario diocesano nel 1577, in applicazione del decreto tridentino Cum adulescentium aetas, del 15 luglio 1563, che imponeva la costituzione in ogni diocesi di un collegio per gli adolescenti che aspiravano al sacerdozio, in modo da poter ricevere la preparazione idonea al ministero, evitando la fragile preparazione teologica e spirituale del clero di quel tempo. I seminaristi trovarono inizialmente sistemazione nei locali presso la chiesa di Santa Maria dei Greci. Nel 1611 il vescovo Vincenzo Bonincontro ricevette dal barone di Siculiana gli avanzi del palazzo dello Steri, sui quali costruì l’attuale seminario.